# Apparato centrale elettrico a itinerari

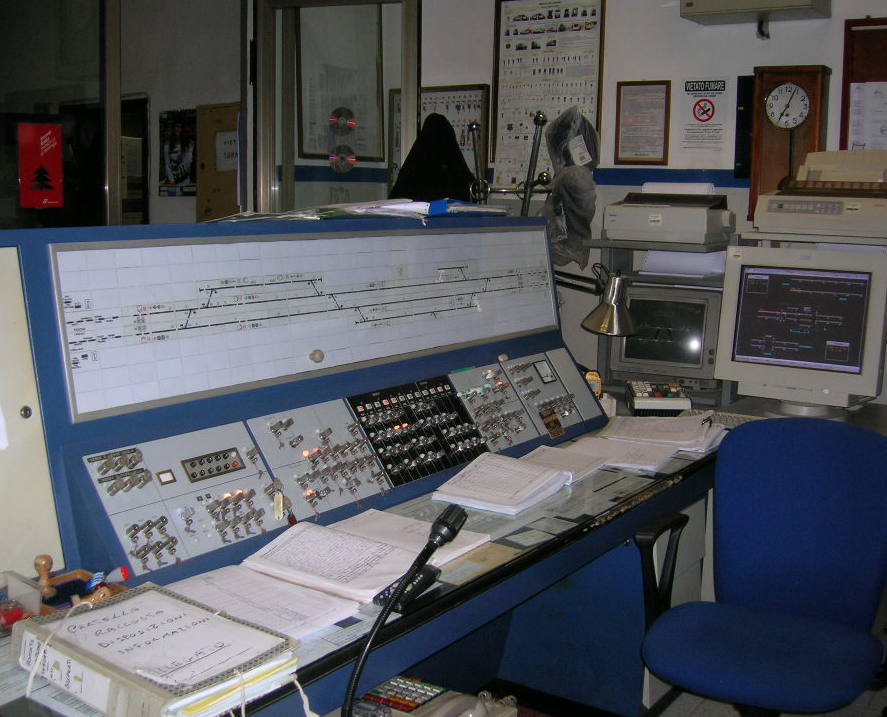
Piccolo ufficio movimento della stazione di Polesella con banco ACEI, linea Padova-Bologna

Un apparato centrale elettrico a itinerari (ACEI), è un sistema di comando centralizzato di deviatoi, segnali, passaggi a livello, segnali di manovra e quanto occorrente per l'esercizio ferroviario di una stazione, che si avvale di un banco di manovra a pulsanti che, una volta in alimentazione, permettono automaticamente l'azionamento di tutti gli enti interessati alla formazione dell'itinerario di ricevimento o di partenza di un treno.

## Storia
Il primo impianto ACEI in Italia fu installato nel 1955 a Pontelagoscuro. Nel 1956 fu attivato quello di Lavino di Mezzo mentre nel 1959 furono attivati quelli di Napoli Centrale e Genova Piazza Principe e nel 1960 quello di Portici.
Concettualmente derivato dall'evoluzione degli apparati ACELI, ne modifica alcuni aspetti fondamentali, quali la totale assenza di serrature di sicurezza e vincoli meccanici tra le leve in quanto tutte le condizioni di sicurezza vengono realizzate mediante una serratura "elettrica" di relè che a loro volta azionano i dispositivi, scambi, segnali, ecc. interessati all'itinerario deciso. Essendo tutti i collegamenti elettrici, è possibile comandare l'apparato di una stazione anche a distanza tramite telecomando.

### Evoluzione
Pur mantenendo come base la serie I, le Ferrovie dello Stato adattarono i rigidi schemi I per adeguarli all'evoluzione tecnologica degli apparati e per bisogni specifici di ogni impianto, elaborando tutta una serie di schemi chiamati "Schemi V" a parziale o totale modifica di quelli originari.
Gli Schemi V più importanti, riguardanti gli apparati centrali con comando ad itinerari - tipo a pulsanti, sono:
- V245: elaborato a fine anni '70 confluirà 15 anni più tardi nella serie I 0/17 e riguarda gli apparati ACEIT (ovvero ACEI con comando non più a pulsanti ma con un tabulatore, costituito da una tastiera funzionale che impartisce comandi all'apparato). Viene normalmente usato in impianti corposi, dove l'uso di un banco di comando tradizionale sarebbe dispersivo per il dirigente in quanto all'aumentare dei binari e degli itinerari, aumentano esponenzialmente anche i pulsanti atti a comandarli - Applicato in importanti impianti come Modena, Lavino (antecedentemente all'ACC), Cassino e altre stazioni durante gli anni 1980.
- V261: anch'esso di fine anni 1970, rappresenta una bozza dei futuri ACEI I 0/20 e viene applicato per la prima volta sulla linea Siena-Buonconvento, all'atto del rifacimento degli impianti per l'attivazione del C.T.C.
- V273: schema datato 1979 specificamente per la linea Roma-Viterbo, è esattamente identico ad un impianto I 0/19 (uscito nello stesso anno) che usa segnalamento sperimentale statico (segnali a fibre ottiche), usato in seguito, sempre a titolo di prova, sulla linea Avellino-Rocchetta. Proprio a causa di problemi relativi ai segnali, questo schema non venne ulteriormente applicato e bisogna aspettare il 1985 e le varianti SDO agli schemi I 0/19 e I 0/20 per vedere nuovamente l'uso di un diverso tipo di segnalamento statico (Segnali di tipo dicroico e a pentaprisma)
- V274: differisce dal precedente solo per il fatto che l'impianto non è presenziabile
- V277: simile ad uno I 0/19 con l'uso di blocco conta-assi tipo ITT (elettronico)
- V278: differisce dal precedente solo per il fatto che l'impianto è gestibile anche in tele-consenso
- V322: schema esemplificativo per una stazione con Segnale di Partenza accoppiato a segnale di protezione della stazione precedente
- V326: modifica allo schema I 0/19 per stazione di testa con auto-comando degli Itinerari di arrivo e comando locale per gli Itinerari di partenza
- V329: variante allo schema I 0/19 per l'uso di ACEI semplificato in un bivio su linea con blocco conta-assi
- V333: applicazione generalizzata a tutti gli schemi in vigore, della freccia evidenziatrice per segnale posto a destra (vela quadra), resasi necessaria dopo l'incidente di Grizzana (1985)
- V350: elaborato all'inizio degli anni '90, è basato sullo I 0/16 II Serie e si applica a stazioni telecomandate in C.T.C. su linee con blocco automatico a correnti codificate senza segnalamento di manovra. Applicato principalmente sulla dorsale tirrenica La Spezia-Reggio Calabria
- V351: equivalente al V350 con l'eccezione che l'impianto non è telecomandato in C.T.C. ma in punto-punto
- V355: equivalente al V351 con l'eccezione che non è previsto il telecomando dell'Impianto che resta, quindi, presenziato. Applicato in molti Impianti per sostituire i vecchi apparati centrali elettrici
- V369: elaborato per poter inserire nell'apparato una tastiera di tipo leggero per il comando degli itinerari
- V370: elaborato per poter inserire nell'apparato una tastiera di tipo leggero per il comando degli istradamenti di manovra
- V378: elaborato durante gli anni '90 è basato sullo I 0/19 II Serie SDO e si applica a stazioni su linee a dirigenza unica con deviatoi tallonabili a ritorno elastico. È stato erroneamente definito I 0/21 ma non c'è nessun documento ufficiale di schemi con tale nome. Schemi specifici per la Linea Sulmona-Carpinone e Avellino-Rocchetta S.A.L.
- V379: coincide con la somma di V369 e V370
- V387: elaborato durante gli anni 1990 è basato sullo I 0/16 II Serie SDO e corrisponde grossomodo al V350 eccetto che per l'uso di segnali a diodi ottici. È adoperato sulle linee a doppio binario con blocco elettrico automatico a correnti codificate, ma ne esiste una versione adatta anche al blocco conta assi
- V401: è costituito da una raccolta corposa di modifiche e aggiunte allo schema base (I 0/16 II Serie SDO) e si applica a partire dai primi anni 2000 a tutti i nuovi impianti posti su linee che sono o sono in programma di essere telecomandate integralmente in SCC (sistema di comando e controllo). Anche per questo schema è prevista la variante per il blocco conta-assi. Applicato e in via di applicazione su molte linee quali la Dorsale Adriatica (Rimini-Bari), la Riviera Ligure e altre

## Caratteristiche
Un primo importantissimo vantaggio del sistema rispetto a quello precedente (apparato centrale elettrico) è quello di permettere la liberazione graduale dei vari punti del piazzale della stazione, man mano che il treno "occupa" i circuiti successivi e "libera" quelli precedenti. La liberazione è cosiddetta elastica, presente in apparati delle stazioni più grandi, quindi con più binari e diramazioni; per le stazioni più piccole invece la liberazione è rigida, ovvero la liberazione dell'itinerario avviene solo quando il treno ha lasciato tutti i circuiti dello stesso. Inoltre, mediante il comando detto di distruzione itinerario, si può manovrare quella parte d'itinerario che il treno ha già liberato annullando i comandi precedenti.
L'ACEI ha varie caratteristiche importanti quali:
- gli organi di comandi di itinerari e istradamenti sono costituito da pulsanti a tre posizioni, una stabile e due con ritorno a molla nella posizione di riposo;
- l'apparato è del tipo a leve libere, ossia gli organi del banco di manovra non hanno collegamenti meccanici o vincoli elettromeccanici che ne prevengono la manovra, tutti i collegamenti vengono effettuati con la corrente elettrica;
- il comando per itinerari, tutti gli enti di piazzale vengono manovrati mediante l'azionamento di un unico pulsante;
- il comando perduto, ovvero l'apparato non mantiene ricordo di manovre od operazioni incompatibili con altri itinerari eventualmente in atto;
- la distruzione automatica del comando, che avviene al passaggio del treno o della manovra che lo ha utilizzato. A differenza di apparati precedenti, il personale del movimento non deve intervenire per riportare l'impianto a riposo;
- la liberazione elastica, ossia il graduale scioglimento del bloccamento degli enti di piazzale una volta che il treno o manovra abbandona i circuiti di binario ad essi associati.

## Tipi di ACEI
Come qualunque apparato tecnologico ha subito un'evoluzione che ha portato all'introduzione di diversi tipi di ACEI abbastanza differenti tra loro, anche se dal funzionamento simile. Importante è la distinzione tra quelli che hanno la liberazione elastica e quelli che hanno la liberazione rigida dell'itinerario. Questi ultimi sono pensati per linee a semplice binario.
La rigidità, poi, di avere un unico schema per tutti i tipi di impianto ha spinto, fin dalla fine degli anni '80, a mantenere standard lo schema usato (I 0/19-1-2-3 II Serie SDO per il semplice binario e I 0/16 II Serie SDO per il doppio) elaborando, se necessario, degli schemi a parziale o totale variante per adattarlo alle diverse configurazioni richieste dagli impianti.
Fa eccezione lo schema I 0/17, per il quale il processo è stato inverso: nato come schema di variante, tra la fine degli anni '70 e l'inizio degli anni '80, è stato standardizzato come tale soltanto nel 1994.

### Tipo normale (con liberazione elastica)
| Tipo                | Epoca                              | Telecomando | Segnalamento basso di manovra | Tipo di linee | Note                                               |
| ------------------- | ---------------------------------- | ----------- | ----------------------------- | ------------- | -------------------------------------------------- |
| I 0/14              | da luglio del 1955 a novembre 1971 | NO          | SI                            | BEM o BAcf    |                                                    |
| I 0/15 I Serie      | da novembre 1971 a gennaio 1980    | SI          | SI                            | BEM o BAcf    |                                                    |
| I 0/15 II Serie     | da gennaio 1980 a agosto 1987      | SI          | SI                            | BEM o BAcf    |                                                    |
| I 0/15 II Serie SDO | da agosto 1987                     | SI          | SI                            | BEM o BAcf    | utilizzano segnali a diodi ottici                  |
| I 0/16 I Serie      | da novembre 1971 a maggio 1979     | SI          | SI                            | BAcc          |                                                    |
| I 0/16 II Serie     | da maggio 1979 a agosto 1987       | SI          | SI                            | BAcc          |                                                    |
| I 0/16 II Serie SDO | da agosto 1987                     | SI          | SI                            | BAcc          | usano segnali a diodi ottici                       |
| I 0/17              | da novembre 1994                   | SI          | SI                            | BAcc          | a struttura modulare in topografia della sala relè |

### Tipo Semplificato (liberazione rigida)
| Tipo                  | Epoca                         | Telecomandabile       | Segnalamento basso di manovra | Tipo di linee | Note                         |
| --------------------- | ----------------------------- | --------------------- | ----------------------------- | ------------- | ---------------------------- |
| I 0/18 I Serie        | da giugno 1979 a marzo 1983   | NO                    | NO                            | BEM           |                              |
| I 0/18 I Serie SDO    | da marzo 1987                 | NO                    | NO                            | BEM           | usano segnali a diodi ottici |
| I 0/19 I Serie        | da giugno 1979 a marzo 1983   | SI, presenziabile     | NO                            | BAcf o BCA    |                              |
| I 0/19-1 II Serie     | da marzo 1983 a luglio 1985   | SI, presenziabile     | NO                            | BAcf o BCA    |                              |
| I 0/19-2 II Serie     | da marzo 1983 a luglio 1985   | SI, presenziabile     | NO                            | BAcf o BCA    |                              |
| I 0/19-3 II Serie     | da marzo 1983 a luglio 1985   | SI, presenziabile     | NO                            | BAcf o BCA    |                              |
| I 0/19-1 II Serie SDO | da luglio 1985                | SI, presenziabile     | NO                            | BAcf o BCA    | usano segnali a diodi ottici |
| I 0/19-2 II Serie SDO | da luglio 1985                | SI, presenziabile     | NO                            | BAcf o BCA    | usano segnali a diodi ottici |
| I 0/19-3 II Serie SDO | da luglio 1985                | SI, presenziabile     | NO                            | BAcf o BCA    | usano segnali a diodi ottici |
| I 0/20 I Serie        | da novembre 1979 a marzo 1983 | SI, non presenziabile | NO                            | BAcf o BCA    |                              |
| I 0/20 II Serie       | da marzo 1983 a luglio 1985   | SI, non presenziabile | NO                            | BAcf o BCA    |                              |
| I 0/20 II Serie SDO   | da marzo 1983                 | SI, non presenziabile | NO                            | BAcf o BCA    | usano segnali a diodi ottici |

## Costruttori
Dal 1955, anno di introduzione dei primi ACEI, fino agli inizi degli anni 1970, ogni produttore usava il proprio set di tasti e levette, che pur mantenendo la funzionalità, si differenziavano anche notevolmente in dimensioni e forma gli uni dagli altri.
Successivamente, per cause principalmente di reperibilità della componentistica ed economia di scala, si decise di unificare i tipi di tasti usati, preferendo a tutti il sistema Siliani. Unica eccezione a questa regola è sempre stata SASIB che ha continuato fino all'acquisizione da parte di Alstom a produrre ACEI con il proprio set di tasti, opportunamente rimodernati nel design. Con il fiorire, durante gli anni '70 e '80, di vari installatori, questi ultimi si limitavano ad ordinare un certo quantitativo di tasti ai costruttori dei pulsanti standard.
Nei tardi anni '70 si abolì infine il classico quadro luminoso (QL) in cristallo decorato, in favore di tessere componibili inizialmente nere e successivamente grigie, poiché era più facile modificare il piazzale della stazione sostituendo soltanto il numero di tessere necessario piuttosto che modificare o addirittura in taluni casi rifare completamente il cristallo decorato, operazione per la quale era necessario un operaio esperto e molto tempo per il lavoro, onde evitare di rovinare la verniciatura che, in quanto spruzzata su una superficie liscia, incorreva in rischi di distacco.

### Componentistica
Prima della standardizzazione della componentistica relativa agli ACEI, (inizio anni '80), ogni produttore proponeva la propria serie di pulsanti/levette e, in seguito, anche di tessere componibili per il Quadro Luminoso, motivo per cui nei circa 60 anni di vita di questa classe di apparati e specialmente agli inizi, sono esistite diverse serie di componenti che hanno reso le installazioni abbastanza variegate.

#### Pulsanti/Levette

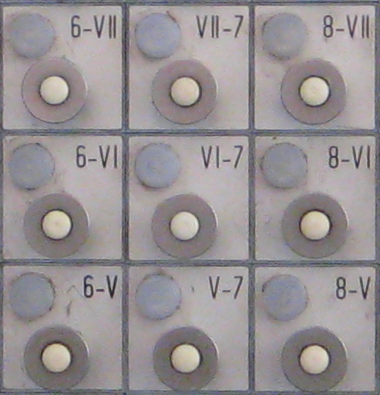
Pulsanti di tipo Siliani per la formazione degli itinerari

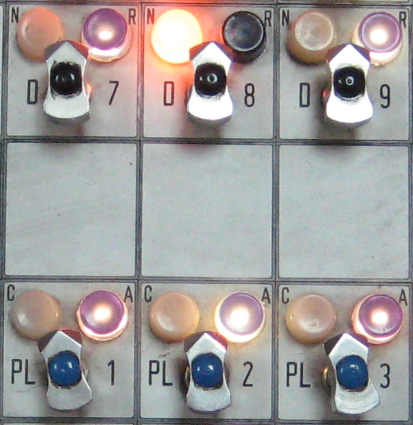
Levette da deviatoio sopra e da passaggio a livello sotto

- Officine Meccaniche Servettaz (OMS): dal 1955 al 1966 - tre tipi di pulsante/levetta: i primi ottonati, grossi e con lampada incorporata e usati sugli impianti datati 1955-1962 (Genova Piazza Principe, Novara, Trieste, Venezia Mestre, Milano Porta Garibaldi, Livorno, e altri), i secondi sempre ottonati, grossi ma con lampada posta sopra al pulsante/levetta e usati sugli impianti datati 1962-1967 (Ancona, Vercelli, La Spezia, Torino Porta Susa, Asti, Alessandria e altri), i terzi identici ai secondi ma di colore metallico con una diversa impugnatura e sistema di illuminazione della gemma, usati sugli impianti datati 1967-1969 (Trofarello, Milano Porta Romana e pochi altri), anno in cui l'azienda fallisce smettendo di produrre per le Ferrovie dello Stato e lasciando quest'ultima senza soluzioni per quanto riguarda i ricambi.
- IEZZI: tra gli anni 1960 e gli anni 1970 - due tipi di pulsante/levetta: i primi metallici, grossi e con lampada incorporata e usati sugli impianti datati 1955-1970 (gran parte degli impianti sulla Pontebbana, sulla Venezia-Trieste, Frattamaggiore, Dalmine e altri) i secondi più piccoli sempre con lampada incorporata ma usati solo su uno sparuto gruppo di impianti, tra il 1970 e il 1977 (principalmente Novi Ligure, Cormons e la cabina N di Milano Smistamento), in quanto di lì a poco la ditta avrebbe chiuso e il Piano Integrativo delle Ferrovie dello Stato avrebbe stabilito l'uso del solo tipo prodotto da SILIANI.
- Società Anonima Scipione Innocenti Bologna (SASIB): dal 1955 alla fine degli anni 1990 (quando viene assorbita da Alstom) - quattro tipi di pulsante/levetta: i primi grossi, con lampada incorporata e usati sugli impianti datati 1955-1960 (Napoli Piazza Principe, Occhiobello, Pontelagoscuro, Lavino, i Bivi di Bologna e altri), i secondi completamente ridisegnati, più piccoli, con copertura di legno e usati sugli impianti datati 1960-1970 (Piacenza, Benevento, Carmagnola, Tortona e altri), i terzi, molto simili ai secondi (ridisegnati a seguito di acquisizione dell'azienda da parte di AMF) e usati sugli impianti datati 1970-1992 (la maggior parte degli impianti sulla Direttrice Milano-Bologna-Bari e altri) e i quarti, di costruzione identica alla terza serie ma con copertura modulare, per evitare l'onerosa realizzazione della tavola di copertura, fino ad allora in legno e realizzata appositamente per ogni banco e usati sugli impianti datati 1992-anni 2000 (principalmente su tutti gli impianti C.T.C. realizzati come la Lecco-Colico-Sondrio, la Sacile-Gemona, la linea Porrettana e altre).
- SILIANI: un unico tipo di pulsante/levetta, i primi con uso dell'elettronica (piastra di silicio con tracce in lega di argento) in luogo dei tradizionali combinatori meccanici a scorrimento e usati tra l'inizio degli anni '70 (inizialmente per colmare il vuoto di componentistica lasciato dal fallimento di O.M.S.) e metà degli anni 2010 (quando la tecnologia dell'ACEI viene dismessa perché sorpassata dagli ACC). Esternamente i pulsanti/levette presentano una forma ergonomica e sono realizzati in alluminio. Le targhette per ogni tasto sono realizzate in banda di alluminio e sono di colore nero, per gli impianti realizzati tra gli anni '70 e metà anni '80, color alluminio per quelli realizzati da metà anni '80 in poi (la totalità degli impianti realizzati da inizio anni '80 ad eccezione dei SASIB).
- SGT: un unico tipo di pulsante/levetta e usati a partire da metà anni 2000 (Settimo Torinese, Moncalieri, Trofarello, Loano e pochi altri). Questa serie di tasti, non compatibile con quelli SILIANI è stata fatta realizzare appositamente dall'installatore CODEBO' per essere usata sugli impianti di sua attivazione per ovviare alle ingenti spese di acquisto presso SILIANI (una singola levetta/pulsante può in alcuni casi arrivare a costare anche 400€) ma a seguito di problemi di affidabilità, fallimento dell'azienda e phase-out della tecnologia ACEI., sono stati installati solo in un limitato numero di impianti e dismessi definitivamente verso la fine degli anni 2010.

#### Quadro luminoso

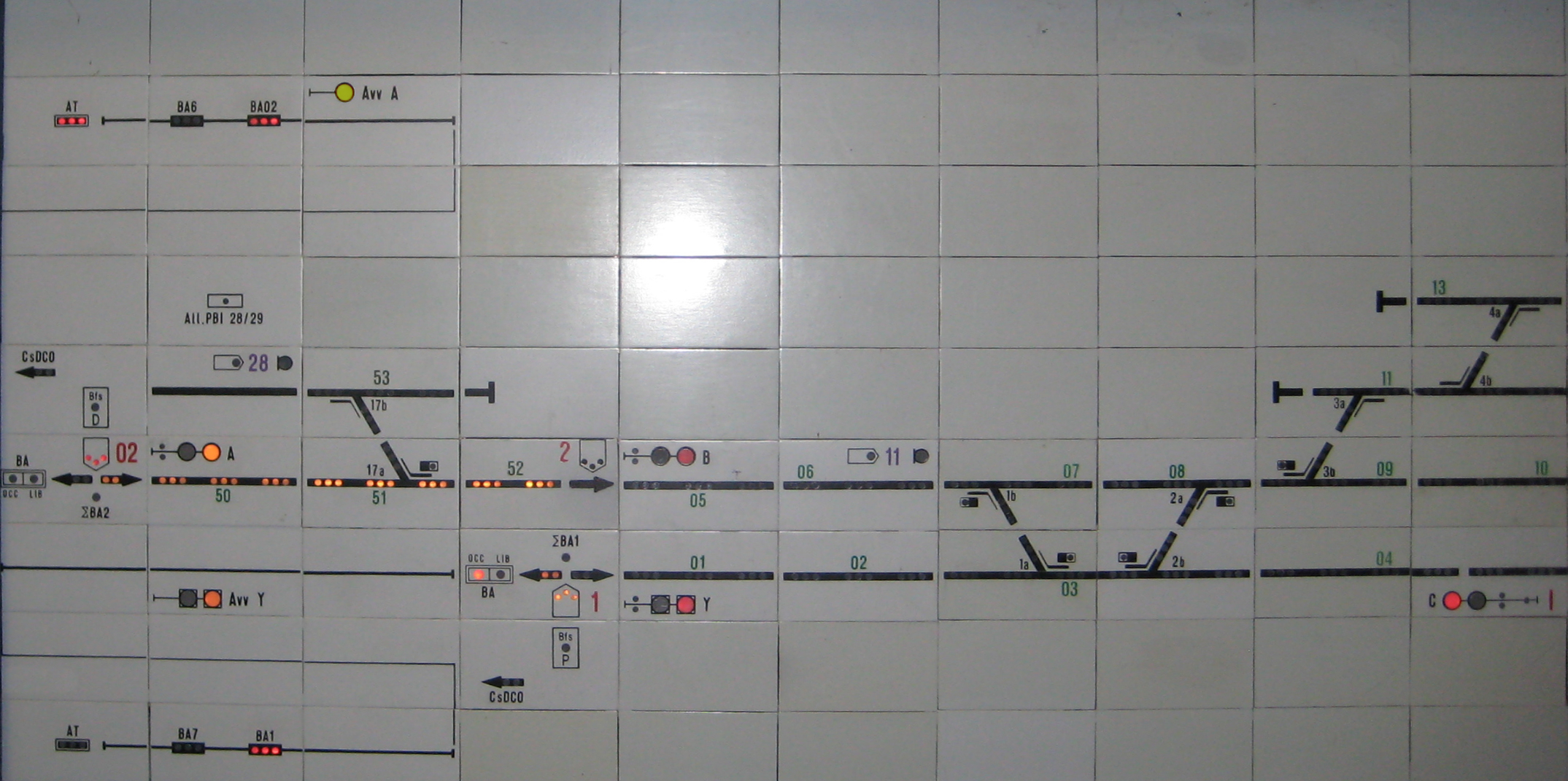
Particolare del quadro luminoso di un ACEI I 0/16

- Quadro luminoso su cristallo: questo tipo di quadro luminoso non era standardizzato e veniva realizzato artigianalmente mediante applicazione di successivi strati di vernici, a partire da un fondo di colore nero che veniva opportunamente grattato via con un raschietto per inserire gli enti da rappresentare, disegnati anch'essi con vernice a spruzzo e pennarelli appositi, lasciando apposite finestre non coperte per la visualizzazione dello stato degli enti mediante le gemme elettriche presenti sul retroquadro. La realizzazione di quadri grandi per stazioni con molti enti poteva richiedere giorni ed era un'operazione molto onerosa e particolarmente impegnativa. In caso di modifiche di un certo calibro ad impianto in opera era necessario rimuovere il vetro (con tutti i rischi del caso) effettuare le modifiche su una superficie piana (nello stesso modo in cui il quadro era stato originariamente realizzato) e rimontare il tutto.
- Tessere componibili: questo tipo di Quadro Luminoso ha visto la luce agli inizi degli anni '70 ma è stato usato estensivamente solo a partire dai primi anni '80. Il Quadro non è più un'unica entità ma è composto da un certo numero di tessere componibili sulle quali viene disegnato (mediante varie tecniche - principalmente la serigrafia) il Piano di Stazione. In caso di lavori non è necessario smontare il quadro o modificare l'intero Quadro, ma è sufficiente sostituire le tessere modificate. Questa operazione, benché il Quadro per essere realizzato all'inizio necessiti di una procedura simile a quella del Quadro in cristallo, risulta essere molto meno onerosa dal punto di vista economico e del tempo di realizzazione. Nel corso degli anni sono stati realizzati diversi tipi di tessere componibili, tutti incompatibili fra loro.
  - SILIANI: due tipi di tessere componibili, rettangolari e della medesima misura. La prima realizzata negli anni '70 consiste in un'anima rettangolare in noryl con tanti piccoli tunnel circolari che contribuiscono a direzionare la luce delle gemme poste sulla struttura del retroquadro e a impedire che i vari fasci possano miscelarsi, fornendo un'informazione non congruente. Al di sopra viene applicata una tessera rettangolare e serigrafata in alluminio che copre il tutto e che rimane agganciata mediante due barrette laterali che si inseriscono nell'anima retrostante. Il secondo tipo, realizzato a seguito dell'acquisto dell'azienda da parte di GETS risulta simile ma le tessere superiori restano ancorate mediante un sistema a magneti.
  - WESTINGHOUSE: tre tipi di tessere componibili. La prima, antesignana, realizzata a inizio anni '70 e non più replicata consiste in tessere quadrate nere molto piccole (impianto di Ronchi dei Legionari Sud), la seconda, di fine anni '70 in tessere, sempre quadrate e nere, ma più grandi e con gli enti stampati in rilievo, usata fino a metà anni '80 (impianti della linea Torino-Milano, Torino-Alessandria, Stazione di Carrara-Avenza e altri) e la terza, usata su un numeroso gruppo di impianti, per lo più coincidenti con i C.T.C. realizzati dalla medesima azienda (linea Cuneo-Limone, ferrovia Jonica e Tirrenica, linea Pavia-Mantova e altre) sempre quadrate ma grigie, con gli enti in rilievo ma solamente nella parte trasparente per la visualizzazione della gemma sottostante.
  - PARISINI/ALCATEL: un tipo di tessera componibile. Le dimensioni sono sempre quadrate e la tecnologia usata è sempre la serigrafia. Installate in parecchi impianti a partire dagli anni '80, presentano la caratteristica di una striscia trasparente per la visualizzazione dei circuiti di binario (Brescia, Albate Camerlata, vari impianti realizzati per le Ferrovie Nord Milano), in luogo della tradizionale rappresentazione puntiforme, che comparirà, sulle medesime tessere, solo a partire dagli anni '90 (Santa Vittoria d'Alba, Alba, Montiglio, e altri).
  - CODEBO: un tipo di tessera componibile. Realizzata a partire dagli anni '90 e solo per gli impianti attivati direttamente, presenta una costruzione diversa. Il piano di stazione viene serigrafato su un foglio grigio di vinile adesivo che viene poi tagliato in base alla dimensione delle singole tessere, rettangolari, e applicato su ogni modulo.